# Maison au 9, rue Turenne à Colmar
La maison au 9, rue Turenne est un monument historique situé à Colmar, dans le département français du Haut-Rhin.

## Localisation
Ce bâtiment est situé au 9, rue Turenne à Colmar.

## Historique
Le bâtiment actuel a été construit en plusieurs étapes au cours des XVIIe (millésime 1605 au premier étage et 1620 dans la cour) et XIXe siècle.
Les façades et toitures de la maison font l'objet d'une inscription au titre des monuments historiques depuis le 18 juin 1929.

## Architecture
L'architecte de la maison se nomme Samuel Friedrich.
Présence d'un oriel style Renaissance à trois étages sur la façade extérieure.